# Ромулус Бербулеску
Ромулус Бербулеску (рум. Romulus Bărbulescu; 27 октября 1925, Сулина — 9 февраля 2010, Бухарест) — румынский писатель
-фантаст, драматург, сценарист и актёр. Один из зачинателей научной фантастики в Румынии.

## Биография
До 1943 года учился в лицее в Галаце, но через нескольких лет оставил обучение и сменил, работая, несколько профессий, был чернорабочим, грузчиком в порту, шахтёром, строителем на железной дороге. В 1950 году поступил в Институт театрального и кинематографического искусства, по окончании которого работал актёром в Бухарестском театре комедии. В 1965—1975 годах выступал на национальном радио, писал сценарии радиопьес. Одновременно снимался в ряде румынских художественных фильмов. Под псевдонимом Ана Барбара Ребеге опубликовал ряд произведений в жанре научно-фантастической литературы.
Дебютировал в 1963 году, опубликовав первый из 10 научно-фантастических романов «Созвездия из вод». Много работал в соавторстве с Джордже Анания, как пионеры жанра в Румынии. Писал под влияние творчества русских писателей, таких как Иван Ефремов и братья Стругацкие, польского фантаста Ст. Лема. В коммунистеском общество, где критика современных социальных норм была запрещена, альтернативная реальность была хорошей метафорой. В 1980-х годах правительство президента Румынии Николае Чаушеску взял под свой контроль фан-клубы Анании и Бербулеску, чтобы следить за дискуссиями читателей об утопических обществах и социальной справедливости.

## Избранные произведения
- 1983 — Catharsis
- 1991 — Încotro curge liniștea?
- 1993 — Golful ucigașilor

В соавт. с Дж. Анания
- Constelația din ape (1962),
- Statuia șarpelui (1967),
- Doando (1969),
- Planeta umbrelelor albastre (1969),
- Ferma oamenilor de piatră (1970),
- Paralela-enigmă (1973),
- Șarpele blând al infinitului (1977)
- Cât de mic poate fi infernul?

## Избранная фильмография
Снялся в более 20 фильмах.
- 1955 — Тревога в горах
- 1956 — Разрушенная цитадель
- 1959 — Тайна шифра
- 1964 — Чужак
- 1975 — Замкнутый круг
- 1975 — Страсть
- 1977 — Выстрелы при лунном свете
- 1977 — Доктор Поэнару
- 1978 — Северино
- 1978 — Снова вместе
- 1978 — Специальный выпуск
- 1979 — Господарь Влад
- 1979 — Горькая соль земли
- 1979 — Последний рубеж смерти
- 1980 — Буребиста